# Camponotus nacerdus
Camponotus nacerdus är en myrart som beskrevs av Norton 1868. Camponotus nacerdus ingår i släktet hästmyror, och familjen myror. Inga underarter finns listade.